# Verfügbarkeit
Die Verfügbarkeit eines technischen Systems ist die Wahrscheinlichkeit oder das Maß, dass das System bestimmte Anforderungen zu einem bestimmten Zeitpunkt bzw. innerhalb eines vereinbarten Zeitrahmens erfüllt. Alternativ ist Verfügbarkeit von einer Menge an Objekten definiert als der Anteil der verfügbaren Objekte an der Gesamtzahl der Objekte in dieser Menge (vgl. CLC/TR 50126-3). Sie ist ein Qualitätskriterium und eine Kennzahl eines Systems.

## Definition als Kennzahl
Die Verfügbarkeit lässt sich anhand der Zeit definieren, in der ein System verfügbar ist:
{\displaystyle {\text{Verfügbarkeit}}={\frac {{\text{Gesamtzeit}}-{\text{Gesamtausfallzeit}}}{\text{Gesamtzeit}}}\,}
Zu unterscheiden ist in diesem Zusammenhang der Unterschied zwischen einer geplanten und einer ungeplanten Nichtverfügbarkeit. Da zur Berechnung der Verfügbarkeit nur die Ausfallzeit innerhalb des vereinbarten Zeitraums gerechnet wird, liegt eine geplante Nichtverfügbarkeit, beispielsweise aufgrund von Wartungsaufgaben, außerhalb des vereinbarten Zeitraums. Nur eine ungeplant auftretende Nichtverfügbarkeit wird als Ausfallzeit gerechnet. Wenn eine vollständige 7×24-Verfügbarkeit vereinbart ist, bedeutet das, dass es keine geplanten Nichtverfügbarkeiten gibt. Jede Betriebsunterbrechung wird dann als Ausfallzeit gerechnet. Wartungsarbeiten müssen bei solchen Systemen während des laufenden Betriebes ausgeführt werden.
Die alternative Definition von Verfügbarkeit bezogen auf eine Menge an Elementen lautet:
{\displaystyle {\text{Verfügbarkeit}}={\frac {{\text{Gesamtzahl}}-{\text{Anzahl der unverfügbaren Elemente}}}{\text{Gesamtzahl}}}}

## Anwendung
Bei größeren, komplexen technischen Systemen (zum Beispiel Elektrizitätsversorgung, Kraftwerke, Telekommunikation) versteht man unter Verfügbarkeit das Verhältnis der Zeit innerhalb eines vereinbarten Zeitraums, in der das System für seinen eigentlichen Zweck operativ zur Verfügung steht (Betriebszeit, operation time), zu der vereinbarten Zeit. Die Betriebszeit kann bei einem technischen System durch regelmäßige Wartung und durch Fehler/Schäden sowie Reparaturen zu deren Beseitigung begrenzt sein. Die Verfügbarkeit wird hierbei üblicherweise in Prozent angegeben.
Bei Computersystemen (zum Beispiel DSL, Online-Brokering) wird die Verfügbarkeit in „Dauer der Uptime pro Zeiteinheit“ gemessen und in Prozent angegeben. (Die Verfügbarkeit ist auch dann nicht mehr gegeben, wenn die Antwortzeit eines Systems eine bestimmte Kenngröße überschreitet.) Als Zeiteinheiten werden typischerweise Minuten, Stunden, Tage, Monate, Quartale oder Jahre verwendet.
Bei Flugzeugen kommt die Dispatch Reliability zur Anwendung, während bei der Buchung einer Flugreise Verfügbarkeit die Anzahl freier Sitzplätze in einem Flugzeug im Verhältnis zur Gesamtheit aller Sitzplätze bedeutet.
In der CLC/TR 50126-3 wird der Begriff Flottenverfügbarkeit verwendet. Er beschreibt das Verhältnis von betriebstauglichen Fahrzeugen zu Gesamtzahl aller Fahrzeuge in einer Flotte.
Die Verfügbarkeit als Eigenschaft eines Systems wird daher in dem Vertrag (Service-Level-Agreement, SLA) zwischen dem Systembetreiber und dem Kunden festgeschrieben. Dort können auch die Folgen (zum Beispiel Konventionalstrafen) bei Nichteinhaltung der Verfügbarkeit geregelt sein.
Die Verfügbarkeit hat je nach Vereinbarung große Auswirkungen auf die Anforderungen bzgl. Ausfall und Wartbarkeit des Systems.
Für ein System, das 12 Stunden am Tag, an 5 Wochentagen, in 52 Wochen im Jahr (12 × 5 × 52) zur Verfügung steht (3120 Stunden), bedeutet dies in Stunden:
| Verfügbarkeit | Minimale erwartete Betriebszeit [Stunden] | Maximale erlaubte Ausfallzeit [Stunden] | Restzeit [Stunden] |
| ------------- | ----------------------------------------- | --------------------------------------- | ------------------ |
| 99 %          | 3088,8                                    | 31,2                                    | 5640               |
| 99,5 %        | 3104,4                                    | 15,6                                    | 5640               |
| 99,7 %        | 3110,64                                   | 9,36                                    | 5640               |
| 99,9 %        | 3116,88                                   | 3,12                                    | 5640               |
| 99,95 %       | 3118,44                                   | 1,56                                    | 5640               |
| 100 %         | 3120                                      | 0                                       | 5640               |

Ausgehend von 365 Tagen im Jahr steht hier eine Restzeit von 5640 Stunden oder 235 Tagen zum Beispiel zur Wartung des Systems zur Verfügung, ohne dass die Verfügbarkeit leiden muss.
Für ein System, das 24 Stunden am Tag, an 365 Jahrestagen (24 × 365) zur Verfügung steht (8760 Stunden), bedeutet dies:
| Verfügbarkeit | Minimale erwartete Betriebszeit [Stunden] | Maximale erlaubte Ausfallzeit [Stunden] | Maximale erlaubte Ausfallzeit [Minuten] |
| ------------- | ----------------------------------------- | --------------------------------------- | --------------------------------------- |
| 99 %          | 8672,4                                    | 87,6                                    | 5256                                    |
| 99,1 %        | 8681,16                                   | 78,84                                   | 4730,4                                  |
| 99,2 %        | 8689,92                                   | 70,08                                   | 4204,8                                  |
| 99,3 %        | 8698,68                                   | 61,32                                   | 3679,2                                  |
| 99,4 %        | 8707,44                                   | 52,56                                   | 3153,6                                  |
| 99,5 %        | 8716,2                                    | 43,8                                    | 2628                                    |
| 99,6 %        | 8724,96                                   | 35,04                                   | 2102,4                                  |
| 99,7 %        | 8733,72                                   | 26,28                                   | 1576,8                                  |
| 99,8 %        | 8742,48                                   | 17,52                                   | 1051,2                                  |
| 99,9 %        | 8751,24                                   | 8,76                                    | 525,6                                   |
| 99,95 %       | 8755,62                                   | 4,38                                    | 262,8                                   |
| 99,97 %       | 8757,372                                  | 2,628                                   | 157,68                                  |
| 99,98 %       | 8758,248                                  | 1,752                                   | 105,12                                  |
| 99,99 %       | 8759,124                                  | 0,876                                   | 52,56                                   |
| 99,999 %      | 8759,9124                                 | 0,0876                                  | 5,256                                   |
| 100 %         | 8760                                      | 0                                       | 0                                       |

Hier steht keine Restzeit mehr zur Verfügung. Die Wartung muss daher in der erlaubten Ausfallzeit erfolgen.
Zur Optimierung der Verfügbarkeit kann man unter anderem den Verfügbarkeitsverbund einsetzen.
Systeme, die mit einer hohen Verfügbarkeit (99,99 % oder besser) laufen müssen, bezeichnet man als hochverfügbare Systeme.
Kennzahlen der Verfügbarkeit sind
- maximale Dauer eines einzelnen Ausfalls (Verfügbarkeit: Ausfallzeit im Jahresdurchschnitt, auch Verfügbarkeitsklasse),
- Zuverlässigkeit (Fähigkeit, über einen gegebenen Zeitraum hinweg unter bestimmten Bedingungen korrekt zu arbeiten),
- Fehlersicherer Betrieb (Robustheit gegen Fehlbedienung, Sabotage und höhere Gewalt),
- System- und Datenintegrität,
- Wartbarkeit (verallgemeinernd: Benutzbarkeit überhaupt),
- Reaktionszeit (wie lange dauert es, bis das System eine spezielle Aktion ausgeführt hat),
- Mean Time To Recover (MTTR, mittlere Dauer der Wiederherstellung nach einem Ausfall),
- Mean Time Between Failures (MTBF, mittlere Betriebszeit zwischen zwei auftretenden Fehlern ohne Reparaturzeit),
- Mean Time to Failure (MTTF, siehe MTBF, wird jedoch bei Systemen/Komponenten verwendet, die nicht repariert, sondern ausgetauscht werden).

Besteht ein System aus mehreren aufeinander aufbauenden Teilsystemen, ergibt sich die gesamte Netto-Verfügbarkeit aus der Multiplikation der Verfügbarkeitswerte der einzelnen Teilsysteme (Stochastisch unabhängige Ereignisse).
Beispiel: Eine Anwendung in einem Datacenter hat eine Verfügbarkeit von 99,5 % und die zugrundeliegende Leitung eine Verfügbarkeit von 98,5 %, dann ergibt sich eine Gesamtverfügbarkeit von 98 %